# Roman Twork

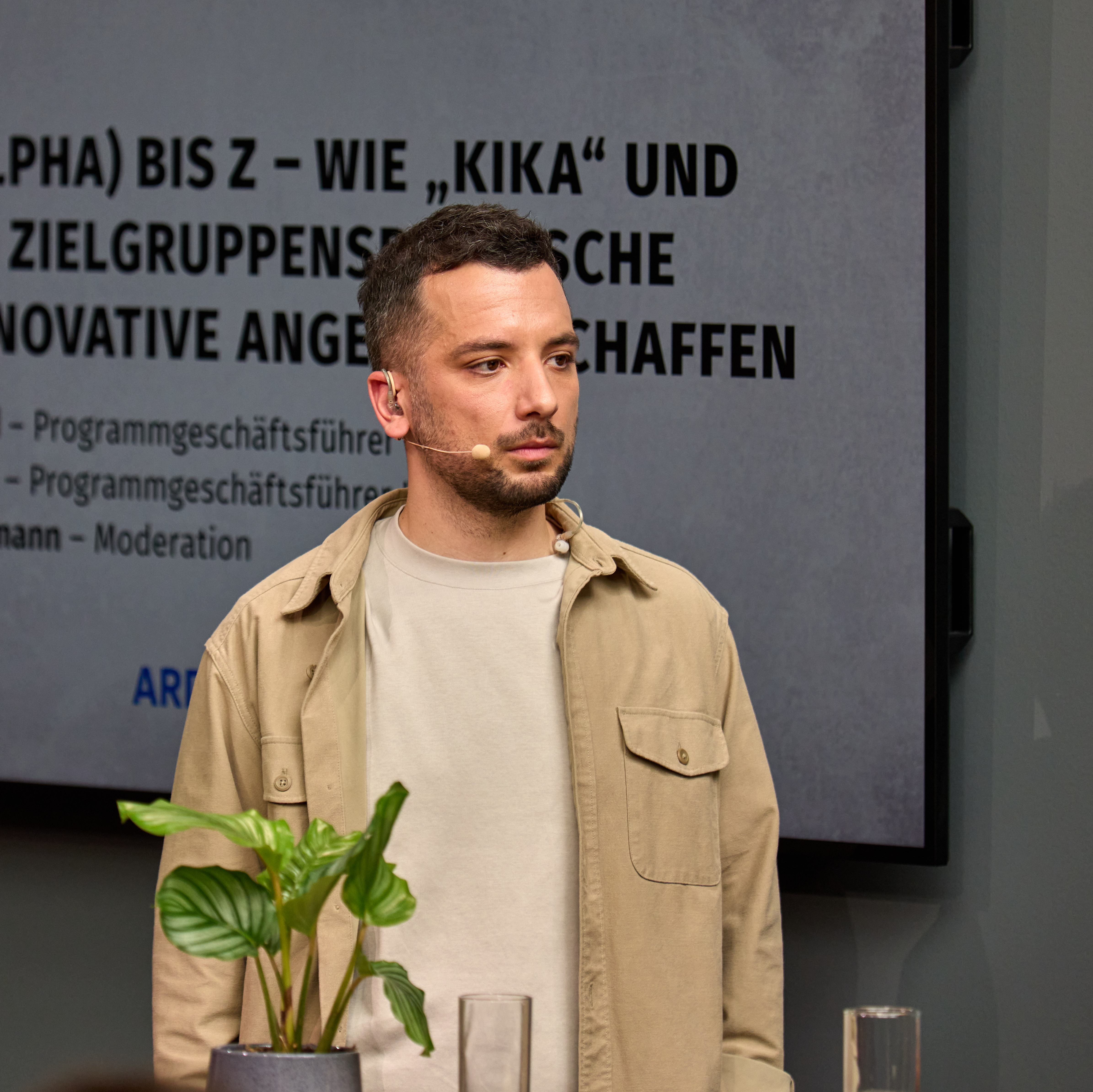
Roman Twork, 2025

Roman Twork (* 1989 in Eisenach; bürgerlich Roman Twork-Landwehr) ist ein deutscher Medienmanager. Seit 2024 ist er Programmgeschäftsführer des KiKA.

## Leben
Twork wuchs in Ruhla auf. 2015 erlangte er den akademischen Grad Bachelor of Arts an der Fakultät für Sozialwissenschaften und Philosophie der Universität Leipzig. Von 2015 bis 2017 belegte er an der Universität der Künste Berlin den Studiengang  Gesellschafts- und Wirtschaftskommunikation. Zwischen 2015 und 2018 arbeitete er als Producer bei der Produktionsfirma Kooperative Berlin, von 2018 bis Ende 2019 leitete er dort das Content-Team und setzte unter anderem die Formate Auf Klo und Softie sowie die Dokumentation Lösch dich! für funk um.
Im Januar 2020 wechselte Twork zum Mitteldeutschen Rundfunk und übernahm die Leitung für Digitale Produkte & Social Media – Junge Angebote in der Programmdirektion Halle. Ab April 2023 verantwortete er als Redaktionsleiter den Bereich Content- und Distributionsstrategie in der Hauptredaktion Kultur und Jugend. In dieser Zeit fungierte Twork für den MDR als Beauftragter für das Medienangebot funk und vertrat die Hauptredaktionsleiterin Jana Cebulla. 2024 wurde der TikTok-Kanal Fakecheck, dessen Redaktionsteam er angehörte, für den Grimme Online Award 2024 in der Kategorie Information nominiert. Am 1. Dezember 2024 übernahm Twork die Programmgeschäftsführung von KiKA von ARD und ZDF und folgte auf Astrid Plenk.